# Henutmehit

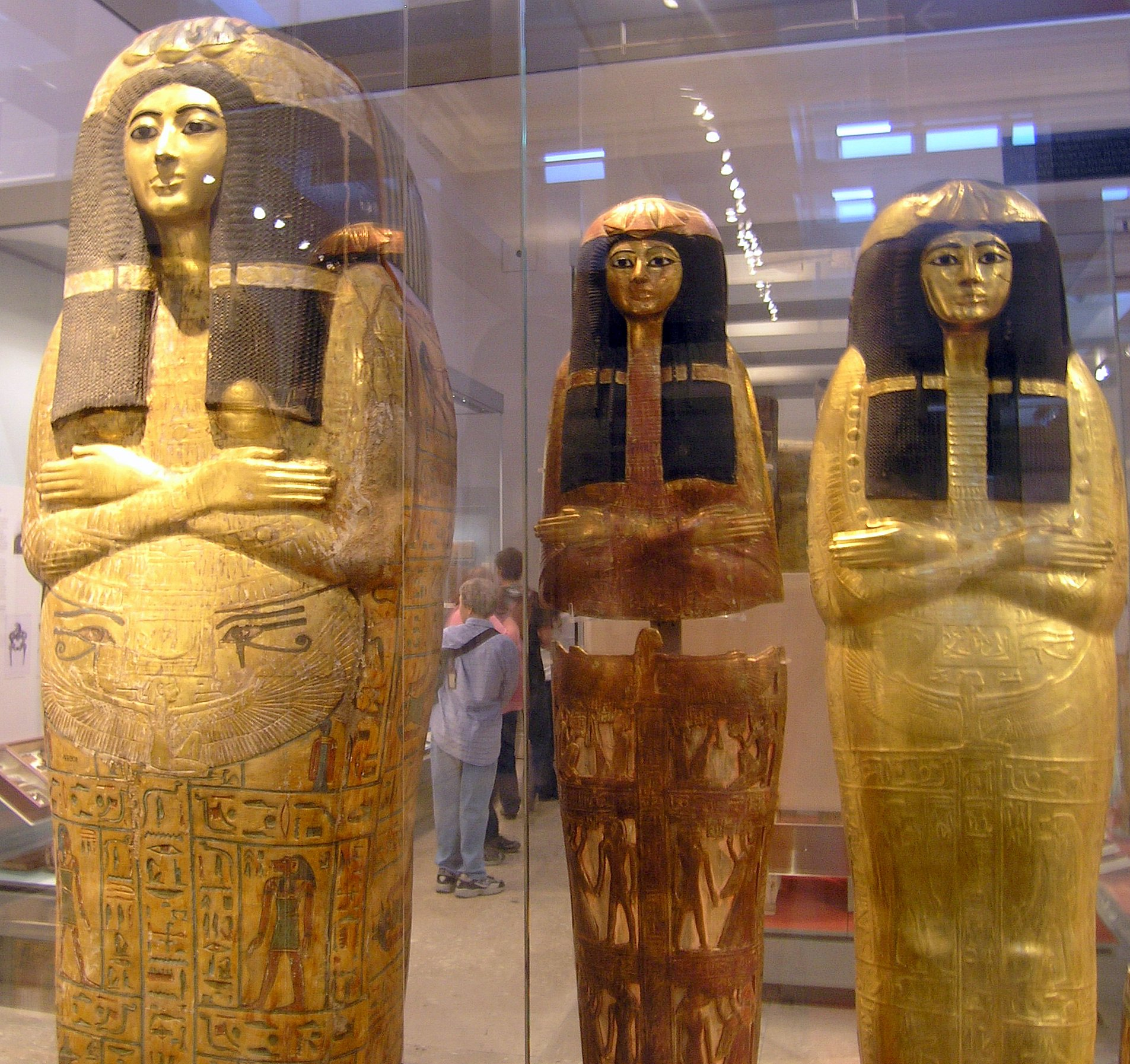
Henutmehit koporsói a British Museumban

Henutmehit thébai papnő volt az ókori egyiptomi XIX. dinasztia idején; II. Ramszesz uralkodása alatt, i. e. 1250 körül élt. Aranyozott belső koporsója ma a British Museumban található. A koporsó gazdag aranyozása és részletes, jó minőségű díszítése azt jelzi, Henutmehit gazdag nő volt. A belső koporsón, mely 187 cm magas és 46 cm széles, Ízisz és Nebethut alakja védelmezi az elhunytat.

## Temetkezési kellékek
Henutmehitet aranyozott koporsókban temették el, ezek és aranyozott múmiatáblája ma a British Museumban található. Fa usébtiládája festett jelenetén Henutmehit két kanópuszistenséget imád, valamint élelmet és bort kap Nut istennőtől. Összesen négy usébtiládája volt, benne fa- és cserépusébtik. A sírban találtak egy papiruszt is, rajta a Halottak könyve 100. fejezetével, melyet szokatlan módon vörös és fehér tintával írtak. A papiruszt a múmia külső pólyáira helyezték. Ezek a szövegtípusok az újbirodalom után váltak elterjedtebbé. A sírkamra falának fülkéibe égetetlen agyagból készült, varázsszövegekkel ellátott varázstéglákat helyeztek, melyek jó állapotban maradtak fenn, rajtuk amulettek voltak – dzsed-oszlop, Anubisz alakja, fa múmiaforma és nádszál. Lehetséges, hogy Henutmehit temetkezéséhez tartozott egy feketére festett fadoboz is, melyben vászonba csomagolt szárnyas volt, valamint talán kecske húsa, egy étkezésre elég élelem.

## Fordítás
- Ez a szócikk részben vagy egészben  a   Henutmehyt című angol Wikipédia-szócikk ezen változatának fordításán alapul.  Az eredeti cikk szerkesztőit annak laptörténete sorolja fel. Ez a jelzés csupán a megfogalmazás eredetét és a szerzői jogokat jelzi, nem szolgál a cikkben szereplő információk forrásmegjelöléseként.